# Fernando Montero Espinosa
Fernando Montero Espinosa (falecido em 1648) foi um prelado católico romano que serviu como arcebispo bispo de Manila (1646–1648) e bispo de Nueva Segovia (1639–1646).

## Biografia
Montero de Espinosa, padre secular de Burgos, tornou-se o primeiro capelão da Capela Real de Filipe IV. No dia 16 de julho de 1639, foi escolhido pelo Rei da Espanha e confirmado pelo Papa Urbano VIII como Bispo de Nueva Segovia. A 3 de fevereiro de 1640, foi consagrado bispo por Juan de Palafox y Mendoza, bispo de Tlaxcala. A 5 de fevereiro de 1646, foi nomeado pelo Papa Inocêncio X como Arcebispo Bispo de Manila, onde serviu até à sua morte em 1648.

## Sucessão episcopal
Enquanto bispo, foi co-consagrador principal de:
- Antonio Guzmán Cornejo, Bispo de Tui (1640);
- Domingo Ramírez de Arellano, Bispo de Chiapas (1641);
- Pedro Tapia, Bispo de Segóvia (1641);
- Pedro Rosales Encio, bispo de Lugo (1641);
- José de Argáiz Pérez, Bispo de Almeria (1642); e
- Juan de Mañozca y Zamora, Arcebispo do México (1645).